# 四明村

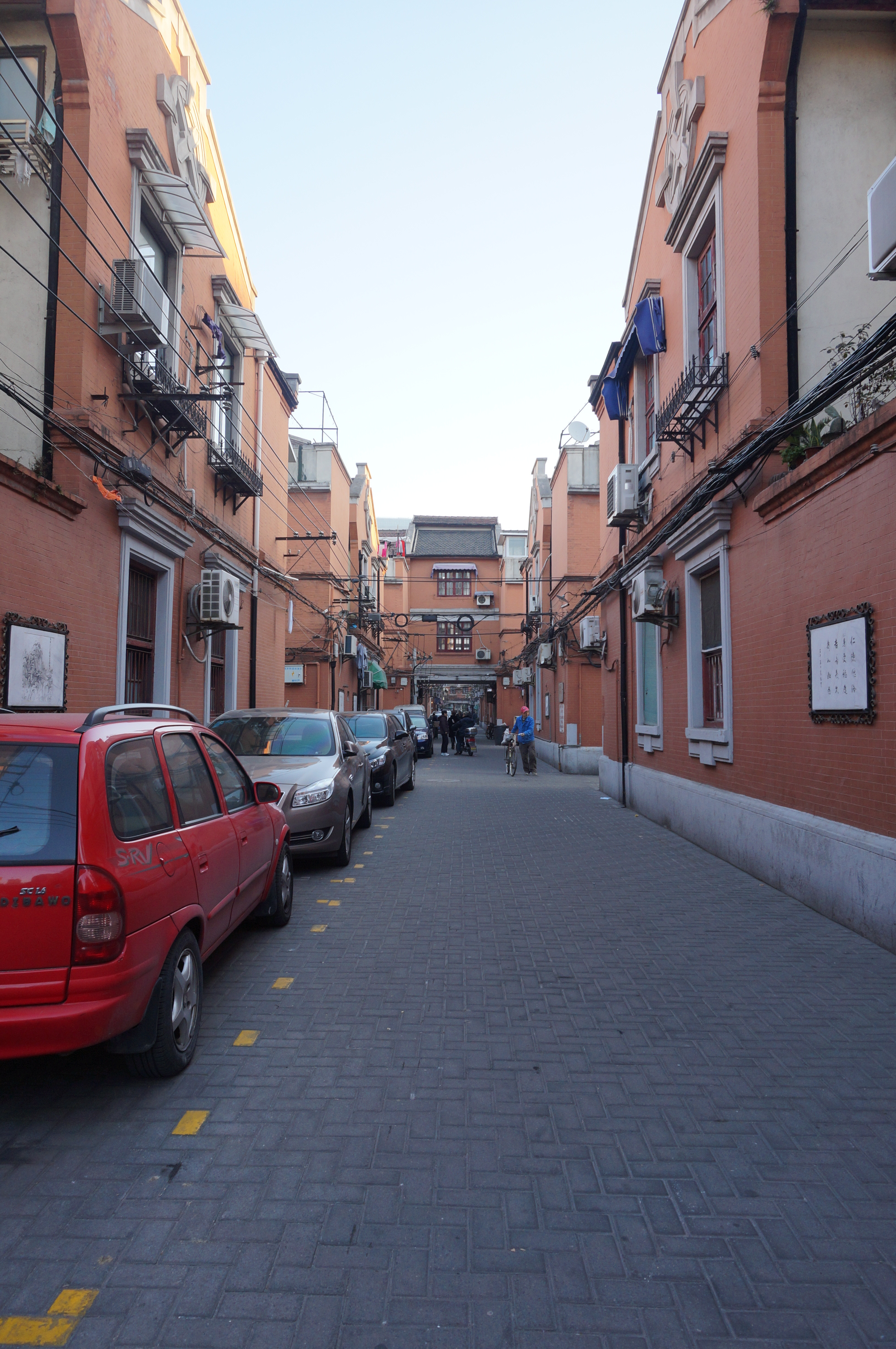
四明村的总弄

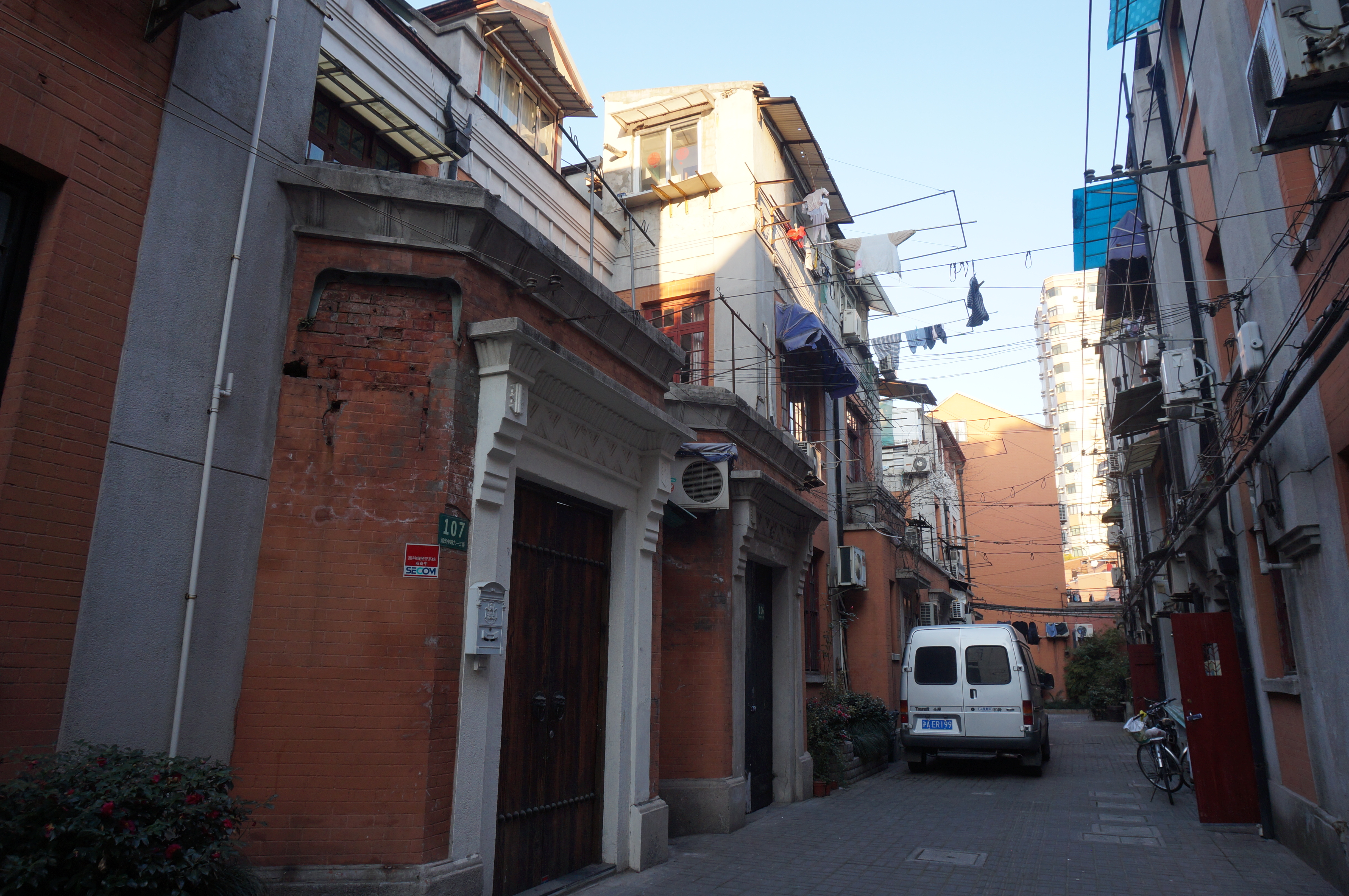
四明村内的三层联排式房屋

四明村或称四明邨，是一片位于上海静安区的新式石库门里弄住宅，处于延安中路与巨鹿路之间。门牌号为延安中路913弄与巨鹿路626号。四明村是由四明银行于1912年和1928年分两次投资，先后三次建造，由凯泰建筑事务所黄元吉设计，于1932年建成。最先是作为四明银行的员工宿舍使用。
有众多名人曾经居住于四明村，如徐志摩、陆小曼、章太炎、周建人、朱积诚、高振霄、胡蝶、严俊和访沪时的泰戈尔等，所以四明村也被誉为文化名人邨。但徐志摩与陆小曼的故居已被拆除。此外，四明村也被认为是新式石库门住宅向新式里弄住宅过渡时期的代表性建筑。1999年9月，四明村入选第三批上海市优秀历史建筑。

## 历史
四明村建成后曾是上海法租界知名的“上只角”，弄堂口有红头阿三门卫守着，一般的小贩根本不被允许进入。由于当时是作为四明银行的宿舍使用，故房屋基本是独家独栋，每家互不干涉，居民的素质也较高。抗战时期，周建人与鲁迅之子周海婴曾在此居住。文革后，工人阶级开始迁入该村，人口密度也日趋增加，四明村就此变得愈来愈平民化。1998年，为了给修建延安路高架让路，四明村的1至8号两幢楼被拆除。

### 徐志摩与陆小曼
徐志摩与陆小曼在结婚后最先居住在环龙路（今南昌路）11号的3层花园洋房内，之后才迁到四明村的923号。当时的租金每月约为100块银洋。当时，一楼正中是穿堂；边厢房是陆父的卧室；陆母的卧室是二楼的亭子间；而夫妇俩的卧室位于二楼厢房的前间；厢房后小间是陆的吸烟室；三楼是徐志摩的书房。1929年3月29日，泰戈尔再此到访上海并到徐宅做客，徐志摩夫妇特地将三楼的一间亭子间布置成印度的风格，但谁料泰戈尔最后选择了一间具有中国风格的卧室。1931年，徐志摩因飞机失事过世。陆小曼之后在四明村居住直至她在1965年去世为止。他们两人在四明村居住期间曾写下《爱眉小札》、《媚轩琐记》和《小曼日记》。1998年为配合延安路高架的建设，徐志摩与陆小曼故居被拆除。

## 建筑特色
四明村占地15172平方米，有118幢房屋，建筑面积29150平方米。村弄内大部分房屋为砖木结构，也有一些为砖混结构，清水红砖。总支弄区别明显，房屋沿总弄两边行列式排列。主弄宽7米，主弄上还建有两幢过街楼，支弄宽4米。里弄有三种不同标准的住宅，南段为高标准住宅；北段为中等标准住宅；中段为低标准住宅。靠近巨鹿路部有十九幢三层房屋为后期建造。在南墙入口处有一栋独立的三层花园别墅，是原四明银行董事长的住宅。院墙较高，石库门较为简化，采用水泥汰石子装饰，但村弄内门楣花纹并不单一。山墙形式不一，并有西式装饰图案。
房屋符合后期石库门的特点，布局上采用单开间，天井后为装有木制落地长窗客堂间、楼梯间、后天井和灶披间（厨房）。楼上前间为卧室，后有亭子间。有些房屋在两楼还有内阳台。亭子间上为钢筋混凝土结构的晒台。室内设有卫生设施、自来水和管道煤气。

## 图片集

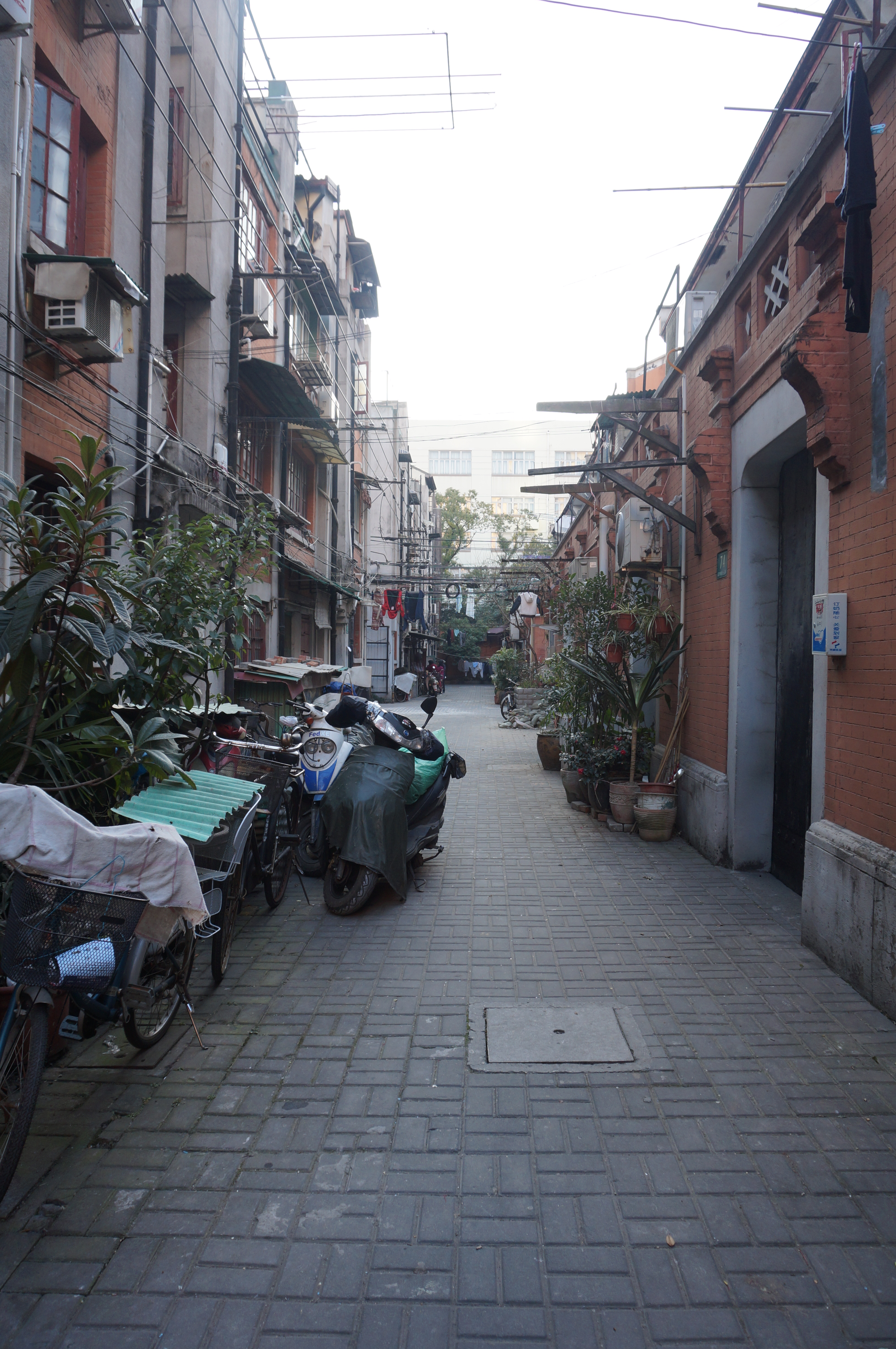
一条支弄
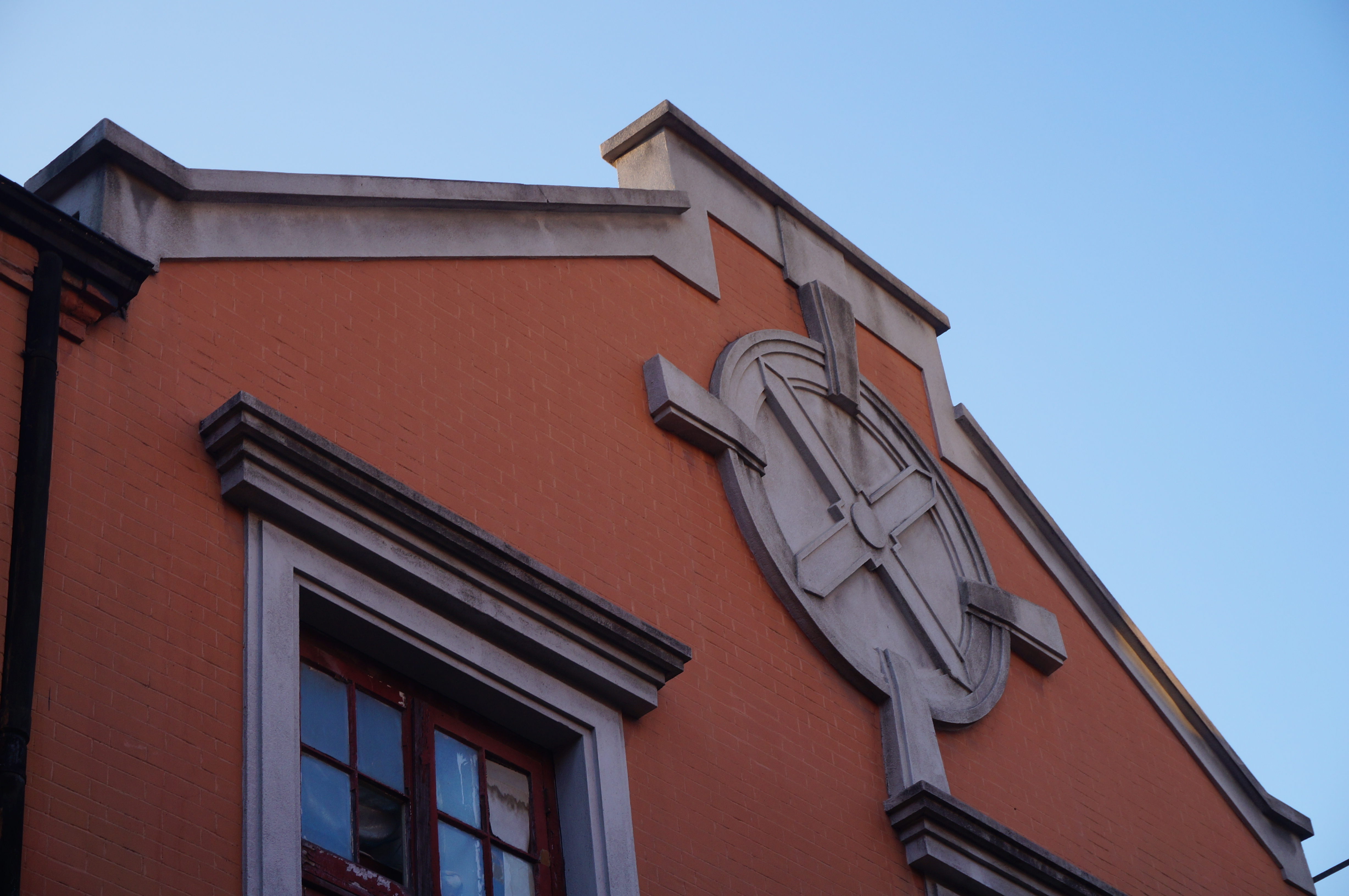
山墙与精致的装饰图案
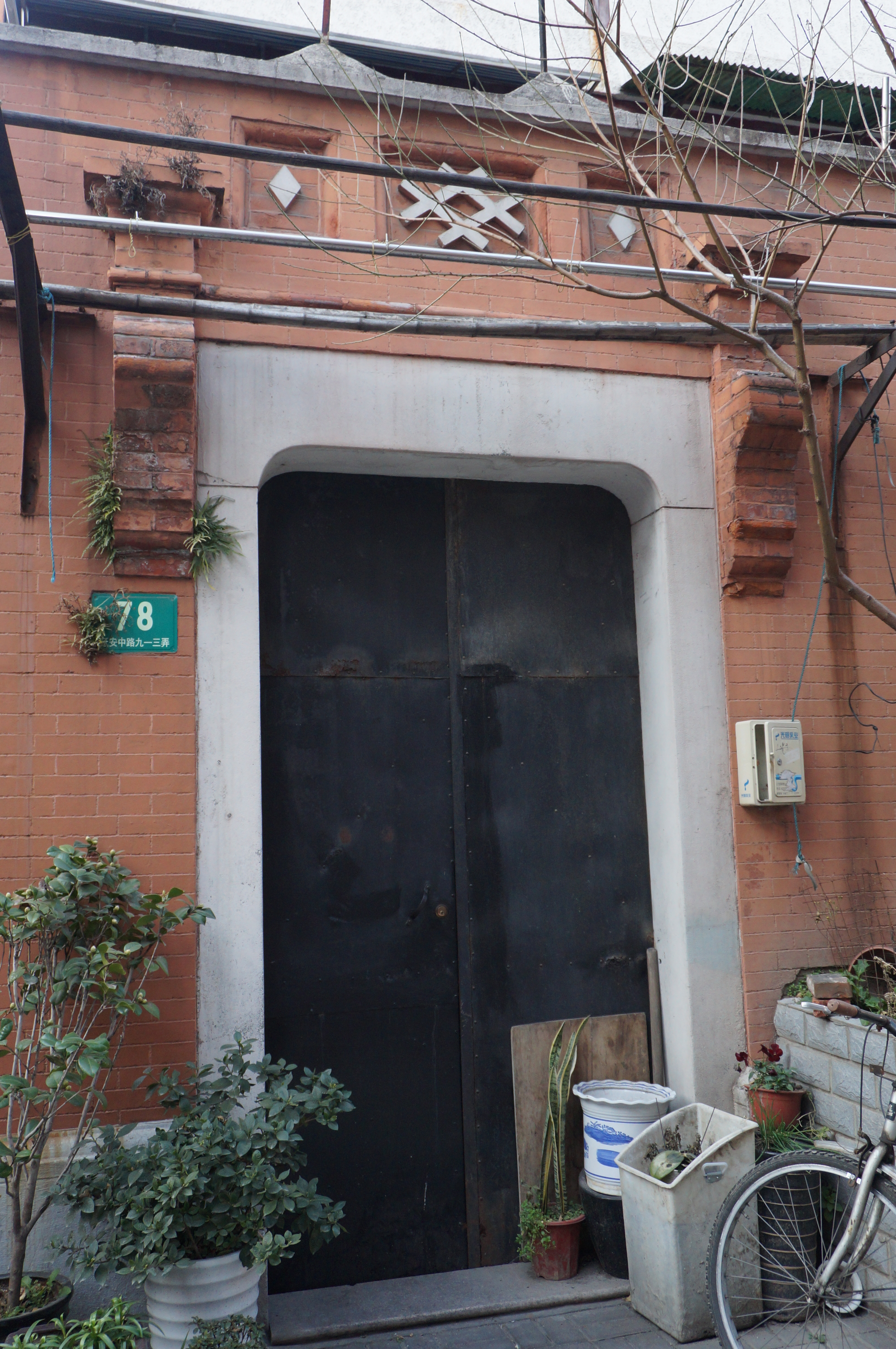
一个石库门大门门框